# 水滸伝 杭州城決戦
『水滸伝 杭州城決戦』（すいこでん こうしゅうじょうけっせん、原題：蕩寇誌、英題：All Men Are Brothers）は、1975年の香港映画。
中国の古典小説『水滸伝』が原作。1972年の映画『水滸伝』の続編で、北宋の朝廷に帰順した梁山泊と方臘の反乱軍との杭州城における戦いを描いたアクション映画。
日本では劇場公開されず、DVDスルーされている。

## キャスト
- 武松：ティ・ロン
- 燕青：デヴィッド・チャン
- 史進：チェン・カンタイ
- 張順：ダニー・リー
- 宋江：クー・フェン
- 盧俊義：丹波哲郎
- 林冲：ユエ・ホア
- 花栄：ポール・チン
- 扈三娘：リリー・ホー

## スタッフ
- 監督：チャン・チェ、ウー・マ
- 製作：ランラン・ショウ
- 脚本：ニー・クァン
- 武術指導：ラウ・カーリョン